# Zinder
Zinder (també apareix com Zindir i Sinder) és la segona ciutat més gran del Níger, amb una població de 196.744 habitants (estimacions del 2006). És la capital de la regió de Zinder. Se situa a 850 a quilòmetres a l'est de Niamey i a 240 quilòmetres al nord de la ciutat nigeriana de Kano.
A partir del segle xviii va ser el centre de l'estat de Damagaram. Tenia una població d'uns 20.000 habitants i era coneguda per la seva muralla, que encara pot ser vista, i pel seu mercat d'esclaus. La ciutat va ser capturada per França el 1899, i quan el Níger va passar a ser una colònia en va esdevenir la primera capital, fins que va ser substituïda per Niamey el 1926.
Actualment Zinder comprèn tres àrees principals: Birni, la ciutat antiga, on se situen la Gran mesquita de Zinder i el palau dels Soldans de Zinder, així com un museu; Zengou, l'antic establiment dels hausa, conegut per la seva arquitectura vernacular; la ciutat nova, entre Birni i Zengou, que és el centre comercial, coneguda pels seus grans mercats. Zinder és una de les àrees més afectades per la crisi alimentària que va patir el Níger el 2005. La població encara l'anomena Damagaram o Damagram (eventualment Dantagaram).

## Transport
La ciutat té el servei de l'aeroport de Zinder.